# دیوید هارو
دیوید هارو (انگلیسی: David Haro؛ زادهٔ ۱۷ ژوئیهٔ ۱۹۹۰) بازیکن فوتبال اهل اسپانیا است.